# Benedek (prénom)
Pour les articles homonymes, voir Benedek.
Benedek est un prénom hongrois masculin. Son pendant féminin est Benedikta.
Le saint est célébré le 21 mars.

## Étymologie
Le prénom Benedek vient du latin benedictus (de benedicere, bénir) qui signifie bienheureux, béni par Dieu.

## Équivalents et prénoms dérivés
L'équivalent en langue française est le prénom Benoît.
Plusieurs prénoms en hongrois existent, dérivés du Benedek ou de ses origines.
- Benediktusz, issu de la forme latine.
- Benedikt, abréviation du précédent.
- Bene, surnom devenu un prénom propre.
- Bende, également surnom devenu un prénom propre.
- Beno.
- Benett.
- Benke et Benkö.

## Expression
L'expression Sándor, József és Benedek zsákban hoznak meleget (« Sándor, József et Benedek apportent (de) la chaleur dans des sacs ») est une expression traditionnelle hongroise.
Les trois saints — fêtés respectivement les 18, 19 et 21 mars — annoncent la montée des températures avec l'arrivée du printemps.

## Personnalités portant ce prénom
- Pour l'ensemble des articles sur les personnes portant ce prénom, consulter :
  - la liste des articles dont le titre commence par ce prénom
  - les listes produites par Wikidata : Liste des personnes de prénom « Benedek » — même liste en incluant les éventuels prénoms composés qui contiennent « Benedek ».